# Vicia giacominiana
Vicia giacominiana là một loài thực vật có hoa trong họ Đậu. Loài này được Segelb. miêu tả khoa học đầu tiên.